# La otra mitad del sol
La otra mitad del sol (trad.: A Outra Metade do Sol) é uma telenovela mexicana produzida por Patricia Benitez e Elisa Salinas e exibida pela Azteca entre 21 de fevereiro e 9 de setembro de 2005.
É um remake da telenovela colombiana de mesmo nome, produzida em 1996
Foi protagonizada por Anette Michel e Demián Bichir, e antagonizada por Maria Reneé Prudencio.

## Enredo
Felipe e Diana sempre se amaram, mas em suas vidas anteriores este amor acabou de forma trágica.  O destino ou como se queira chamar, volta a juntá-los em 2005, na Cidade do México.
Felipe agora é um jovem professor universitário infelizmente casado, com um filho e sem dúvida com uma amante. Sua esposa o convence de consultar uma psiquiatra que resulta ser Mariana, a mulher que ele vê constantemente em seus sonhos e pesadelos, além de ser esta o grande amor de sua vida passada.
A historia começa principalmente na época atual e regressamos às existências anteriores dos personagens através de seus sonhos e pelo recurso da hipnose.
Pouco a pouco eles descobrirão suas "verdadeiras" historias e toda a verdade acerca dos seres que os rodeiam até que possam voltar a unir as duas metades do sol.

## Elenco
- Anette Michel .... Mariana Robledo
- Demián Bichir .... Felipe Sáenz
- Maria Reneé Prudencio .... Soledad de Sáenz
- Fran Meric .... Isabel Medina
- Patricia Bernal .... Martha
- Ari Telch .... Patricio Camacho
- Monica Dionne .... Inés
- Irene Azuela .... Dulce
- Sofía Álvarez .... Margarita
- Ricardo Palacio .... José
- Sergio Bonilla .... Poncho
- Miguel Ángel Ferriz .... Daniel
- Iván Bronstein....Uriel
- Carlos Padilla .... Santiago Sáenz
- Martha Navarro
- Rodrigo Cachero....Eugenio
- Fabián Corres.....Diego